# Carsten Straube

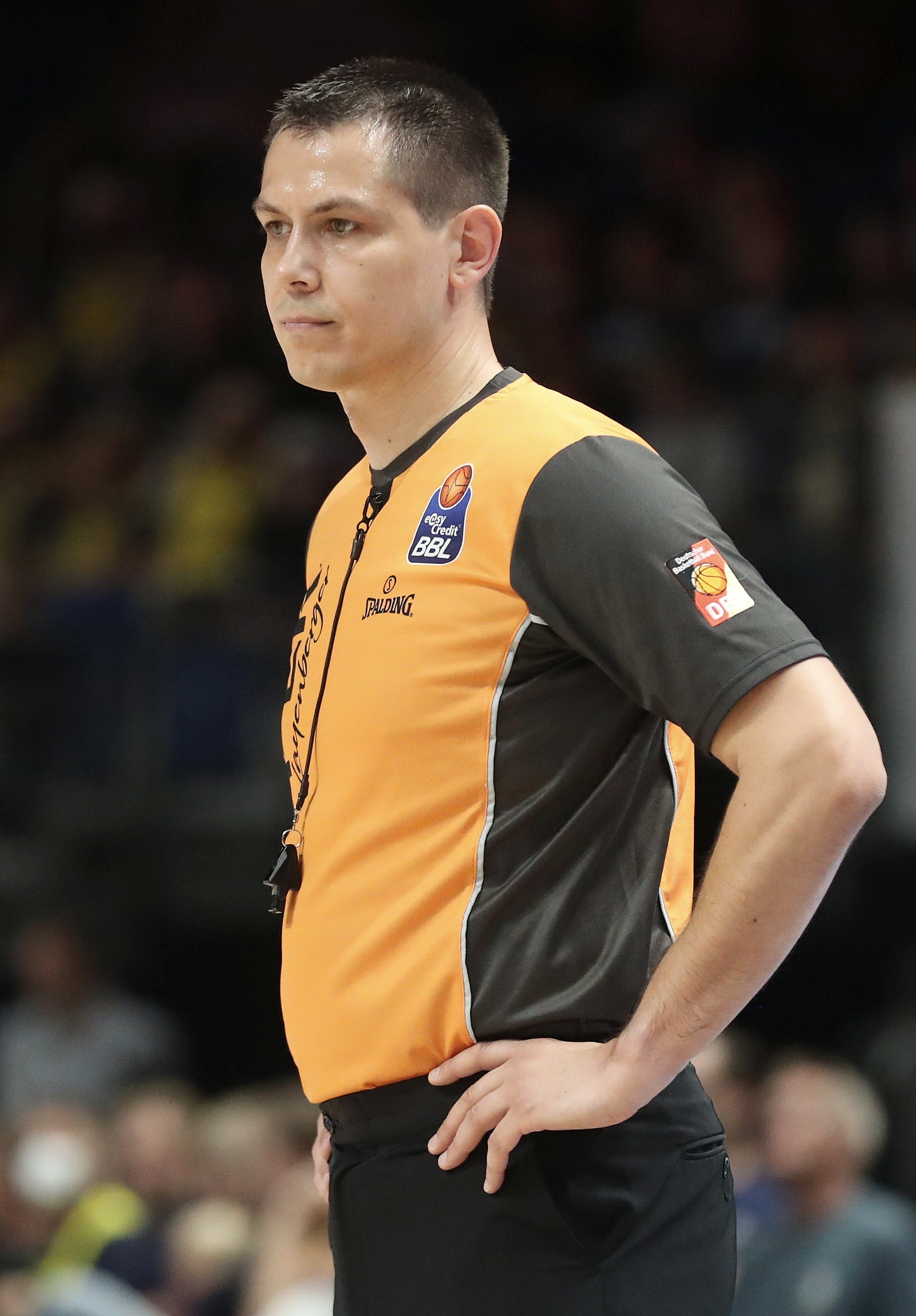
Carsten Straube (2022)

Carsten Straube (* 10. Februar 1984) ist ein deutscher Basketball-Schiedsrichter und -funktionär. Im Jahr 2019 nahm er als einziger deutscher Schiedsrichter an der Basketball-Weltmeisterschaft in China teil.

## Karriere
Straube leitete sein erstes Spiel in der 1. Basketball-Bundesliga (BBL) im Jahr 2010. Seit dem Jahr 2011 gehört er zum A-Kader der deutschen Basketball-Schiedsrichter. 2016 erwarb er die FIBA-Lizenz. Seit 2017 leitet er regelmäßig internationale Spiele. Im Schiedsrichter-Kader der FIBA Champions League steht er seit der Saison 2018/2019. Seit Juni 2022 ist er Vorsitzender des Basketball-Verbandes Sachsen-Anhalt (BVSA).
Er war selbst als Basketballer für seinen Heimatverein TV Gut-Heil Zerbst tätig. Er spielte in der Bezirksliga, Landesliga und Oberliga in Sachsen-Anhalt. Zudem ist er als Schiedsrichter-Ausbilder tätig und besitzt die Trainer-C-Lizenz im Basketball. Beruflich ist Straube als Schulsportkoordinator des Landes Sachsen-Anhalt tätig.

## Bedeutende Einsätze

### Deutschland
- BBL-Pokal 2018/2019 bis 2023/2024 + Top Four 2023/2024[13]
- BBL-Playoffs 2015 bis 2024[14]
- BBL-Finale 2017, 2019, 2021, 2022, 2023[15][16]

### International
- FIBA-Europe-Cup-Playoffs 2018/2019, 2021/2022, 2022/2023, 2023/2024 + Finale 2021/2022[17]
- FIBA-Champions-League-Playoffs 2018/2019, 2019/2020, 2020/2021, 2021/2022[18]

| Jahr | Wettbewerb |
| ---- | --- |
| 2011 | Vilagarcia-Basket-Cup 2011 in Vilagarcia, Spanien |
| 2014 | Albert-Schweitzer-Turnier in Mannheim/Viernheim, Deutschland |
| 2015 | Europäisches Olympisches Jugendfestival in Tiflis, Georgien |
| 2016 | Albert-Schweitzer-Turnier in Mannheim/Viernheim, Deutschland |
| 2018 | Albert-Schweitzer-Turnier in Mannheim/Viernheim, Deutschland FIBA-U20-Europameisterschaft Herren in Chemnitz, Deutschland – als Leiter des Schiedsrichtergespanns pfiff er das Endspiel |
| 2019 | FIBA-Intercontinental-Cup in Rio De Janeiro, Brasilien FIBA-U19-Weltmeisterschaft Herren in Heraklion, Griechenland FIBA-U18-Europameisterschaft Herren in Volos, Griechenland FIBA-Weltmeisterschaft Herren 2019 in China |
| 2020 | FIBA-Olympisches Qualifikationsturnier Damen in Belgrad, Serbien |
| 2021 | FIBA-Euroleague Frauen Final Four in Istanbul, Türkei DBB-Supercup in Hamburg, Deutschland – inklusive Finalbeteiligung FIBA-U19-Weltmeisterschaft Herren in Riga, Lettland |
| 2022 | FIBA-U17-Weltmeisterschaft Damen in Debrecen, Ungarn – inklusive Finalbeteiligung FIBA-Europameisterschaft Herren |
| 2023 | FIBA-Euroleague Frauen Final Four in Prag, Tschechien FIBA-U19-Weltmeisterschaft Damen in Madrid, Spanien FIBA-U16-Europameisterschaft Herren in Skopje, Nordmazedonien – inklusive Finalbeteiligung FIBA-Olympisches Qualifikationsturnier Herren in Istanbul, Türkei                                                               |
| 2024 | FIBA-Olympisches Qualifikationsturnier Damen in Sopron, Ungarn FIBA-U20-Europameisterschaft Damen in Klaipėda und Vilnius, Litauen – inklusive Finalbeteiligung USA Basketball Showcase in London, Vereinigtes Königreich: Team USA gegen Team Süd-Sudan FIBA-Weltmeisterschafts-Qualifikationsturnier Damen in Mexiko-Stadt, Mexiko |

## Belege
1. ↑  easyCredit - Schiedsrichter und Kommissare. Abgerufen am 12. Oktober 2021.
2. ↑  DBB-Schiedsrichter-Newsletter Nr. 131 vom 15. Oktober 2019. Deutscher Basketball Bund, abgerufen am 27. Februar 2021.
3. ↑  DBB-Schiedsrichter-Newsletter Nr. 77 / 28. April 2016. Deutscher Basketball Bund, abgerufen am 27. Februar 2021.
4. ↑  DBB-Schiedsrichter-Newsletter Nr. 100 / 17. Juli 2017. Deutscher Basketball Bund, abgerufen am 27. Februar 2021.
5. ↑  DBB-Schiedsrichter-Newsletter Nr. 118 vom 10. September 2018. Deutscher Basketball Bund, abgerufen am 27. Februar 2021.
6. ↑  Neuer BVSA-Vorstand ist gewählt. In: Basketball-Verband Sachsen-Anhalt. 12. Juni 2022, abgerufen am 16. Juni 2022.
7. ↑  Simone Zander, Volksstimme Magdeburg: „Team Zerbst“ sorgt für Sensation. Abgerufen am 27. Februar 2021.
8. ↑  Ralf Gohl, Volksstimme Magdeburg: Carsten Straube markiert 8 000. Punkt. Abgerufen am 27. Februar 2021.
9. ↑  Simone Zander, Volksstimme Magdeburg: Abgezockt zu nächstem Sieg. Abgerufen am 27. Februar 2021.
10. ↑  Carsten Straube – BVSA Basketball-Verband Sachsen-Anhalt. Abgerufen am 27. Februar 2021.
11. ↑  Simone Zander, Volksstimme Magdeburg: Harte Arbeit und viel Spaß. Abgerufen am 27. Februar 2021.
12. ↑  Ansprechpartner/Kontakt. Abgerufen am 12. Februar 2024.
13. ↑  17.02.2024 - BAM vs FCB. Abgerufen am 22. Mai 2024.
14. ↑  Simone Zander, Volksstimme Magdeburg: Besondere Atmosphäre und Belastung. Abgerufen am 27. Februar 2021.
15. ↑  Auch in Spiel zwei nicht zu stoppen: Bamberg besiegt Oldenburg 88:76 / Erstes Matchball-Spiel am Sonntag. Abgerufen am 27. Februar 2021.
16. ↑  München, Macht, Meister: Bayern besiegt Berlin 93:88 nach Verlängerung und feiert erneut Deutsche Meisterschaft. Abgerufen am 27. Februar 2021.
17. ↑  Reggio Emilia v Bahcesehir College boxscore - FIBA Europe Cup 2021-22 - 20 April. Abgerufen am 17. Mai 2022 (englisch).
18. ↑  Filou Oostende v Iberostar Tenerife boxscore - Basketball Champions League 2019-20 - 10 March. Abgerufen am 27. Februar 2021 (englisch).
19. ↑  Lehrgang und Turnier in Spanien: Blümel nominiert Kader. Deutscher Basketball Bund, archiviert vom Original (nicht mehr online verfügbar) am 12. April 2021; abgerufen am 27. Februar 2021.  Info: Der Archivlink wurde automatisch eingesetzt und noch nicht geprüft. Bitte prüfe Original- und Archivlink gemäß Anleitung und entferne dann diesen Hinweis.
20. ↑  DBB-Schiedsrichter-Newsletter Nr. 77 / 28. April 2016. Deutscher Basketball Bund, abgerufen am 27. Februar 2021.
21. ↑  Simone Zander, Volksstimme Magdeburg: Als Delegations-Schiedsrichter in Georgien. Abgerufen am 27. Februar 2021.
22. ↑  DBB-Schiedsrichter-Newsletter Nr. 77 / 28. April 2016. Deutscher Basketball Bund, abgerufen am 27. Februar 2021.
23. ↑  DBB-Schiedsrichter-Newsletter Nr. 77 / 28. April 2016. Deutscher Basketball Bund, abgerufen am 27. Februar 2021.
24. ↑  Simone Zander, Volksstimme Magdeburg: Zerbster Carsten Straube leitet EM-Finale. Abgerufen am 27. Februar 2021.
25. ↑  DBB-Schiedsrichter-Newsletter Nr. 123 / 26. April 2019. Deutscher Basketball Bund, abgerufen am 27. Februar 2021.
26. ↑  DBB-Schiedsrichter-Newsletter Nr. 123 / 26. April 2019. Deutscher Basketball Bund, abgerufen am 27. Februar 2021.
27. ↑  Coach Femerling gibt 12-Mann-Kader für U18-EM bekannt. Deutscher Basketball Bund, archiviert vom Original (nicht mehr online verfügbar) am 20. Oktober 2020; abgerufen am 27. Februar 2021.  Info: Der Archivlink wurde automatisch eingesetzt und noch nicht geprüft. Bitte prüfe Original- und Archivlink gemäß Anleitung und entferne dann diesen Hinweis.
28. ↑  Basketball-WM: Schiri Carsten Straube: „Weiß nicht, ob ich bezahlt werde“. Abgerufen am 27. Februar 2021.
29. ↑  USA v Serbia boxscore - FIBA Women’s Olympic Qualifying Tournaments Belgrade, Serbia 2020 - 6 February. Abgerufen am 27. Februar 2021 (englisch).
30. ↑  Fenerbahce Oznur Kablo v UMMC Ekaterinburg boxscore - EuroLeague Women 2020-21 - 16 April. Abgerufen am 19. April 2021 (englisch).
31. ↑  FIBA LiveStats. Abgerufen am 21. Juni 2021.
32. ↑  Turkey v USA boxscore - FIBA U19 Basketball World Cup 2021 - 3 July. Abgerufen am 12. Juli 2021 (englisch).
33. ↑  USA v Spain boxscore - FIBA U17 Women's Basketball World Cup 2022 - 17 July. Abgerufen am 17. Juli 2022 (englisch).
34. ↑  christophbueker: Unser "Schiri" für die EuroBasket. 22. Juli 2022, abgerufen am 24. August 2022 (deutsch).
35. ↑  ZVVZ USK Praha v CBK Mersin Yenisehir Bld boxscore - EuroLeague Women 2022-23 - 14 April. Abgerufen am 15. August 2023 (englisch).
36. ↑  France v USA boxscore - FIBA U19 Women's Basketball World Cup 2023 - 22 July. Abgerufen am 24. Juli 2023 (englisch).
37. ↑  Italy v Spain boxscore - FIBA U16 European Championship 2023 - 13 August. Abgerufen am 15. August 2023 (englisch).
38. ↑  Bulgaria v Iceland boxscore - FIBA Olympic Pre-Qualifying Tournament 2023 Türkiye 2023 - 15 August. Abgerufen am 15. August 2023 (englisch).
39. ↑  Spain v Hungary boxscore - FIBA Women's Olympic Qualifying Tournament Hungary 2024 - 11 February. Abgerufen am 12. Februar 2024 (englisch).
40. ↑  France vs Spain - Final - FIBA U20 Women's EuroBasket 2024 | FIBA.basketball. 14. Juli 2024, abgerufen am 15. Juli 2024 (englisch).
41. ↑  USA Basketball. Abgerufen am 26. August 2024 (englisch).
42. ↑  Mexico vs Montenegro - Group Phase - FIBA Women's Basketball World Cup 2026 Pre-Qualifying Tournament Mexico City, Mexico | FIBA.basketball. 23. August 2024, abgerufen am 26. August 2024 (englisch).

| Personendaten    | Personendaten                      |
| ---------------- | ---------------------------------- |
| NAME             | Straube, Carsten                   |
| KURZBESCHREIBUNG | deutscher Basketballschiedsrichter |
| GEBURTSDATUM     | 10. Februar 1984                   |